# Américo IV de Thouars
Américo IV de Thouars (1024 - 1093) foi o 11º visconde de Thouars, tendo sido senhor do condado de 1055 ou 1058 até 1093 ano da sua morte.
Foi tido como um homem de guerra, mas também de cultura e de saber, conjugação rara nesta época medieval.
Em 1055 ele estabelece-se como aliado do Godofredo II Martel, conde de Anjou contra Guilherme da Normandia, duque da Normandia, sendo que já em 1066 faz parte de um exército que Guilherme da Normandia prepara para conquistar a Inglaterra.
Na Batalha de Hastings no dia 14 de Outubro de 1066, ele comanda um corpo armado composto por homens de Poitou, Bretões e de Angevinos.

## Relações familiares
Foi filho de Godofredo II de Thouars (990 - 1055), visconde de Thouars  e de Inês de Blois, filha do conde Eudes I de Blois e de Berta de Borgonha.
Casou por duas vezes, a primeira em 1045 com Arengarda de Mauléon (1030 - 1070) filha de  Godofredo de Mauléon, de quem teve:
1. Américo de Thouars (1090 -?)
2. Raul de Thouars (1060 - 1092), Senhor de Mauléon.
3. Leonor de Thouars (1050 - 1093) casada com Bosão II de Châtellerault (1050 - 1092).

O segundo casamento foi em 1070 com Ameline de quem teve:
1. Herberto II.
2. Godofredo III (1075 - 1123)
3. Godofredo III de Thouars, visconde (? - 1131).
4. Hildegarda casada com Hugo VI de Lusignan "O diabo".